# Demi-glace
A demi-glace (feles bevonó) klasszikus francia mártás. Reduktív mártás, mely tradicionálisan barnamartásból (sauce espagnole) borjúalaplé befőzésével készül.

## Elkészítése
A demi-glace állagát a csontokból és inakból kifövő zselatintól, színét a főzés előtt megpirított csontoktól kapja. A redukció szempontjából félúton van a spanyol-mártás (barnamártás) és a húskivonat (glace de viande) között, ezért "demi" (félig). A barna alaplét némi paradicsomhússal és bouquet-garni-val az említett sűrűségűre befőzik és leszűrik.